# كراش بانديكوت: ذا راث أوف كورتكس
كراش بانديكوت:غضب كورتيكس (بالإنجليزية: Crash Bandicoot: The Wrath of Cortex)‏ هي لعبة فيديو من نوع مغامرات، تاريخ صدورها هو 2001 . وهي متوفرة على أجهزة بلاي ستيشن 2 وتعتبر أول لعبة تصدر على نظام إكس بوكس ونينتندو غيم كيوب. اللعبة من تطوير ترافليز تيلز وهي من نشر كونامي وفيفندي جيمز.
كراش يجب أن يتخطى 30 مرحلة منها 5 مراحل اضافية ليجمع الكريستالات و الجواهر ومفاتيح الوقت لأنقاذ أخيه كرانش من سيطرة كورتيكس عليه وإفشال خطته، و الآن يجب على كراش و اخته كوكو المرور عبر عقبات من ضمنها الثلج، الغابة , البحار، و غيرها.
لقد تعاون أوكاأوكا توأم اكواكو مع عصابة الأقنعة التي تضم 4 أقنعه منها، قناع الثلج، قناع الماء، قناع النار، قناع الطبيعة، و خامسهم هو اوكاوكا.

## روابط خارجية
- كراش بانديكوت: ذا راث أوف كورتكس على موقع IMDb (الإنجليزية)